# Quốc kỳ Paraguay

Quốc kỳ Paraguay

Quốc kỳ Paraguay (tiếng Tây Ban Nha: Bandera de Paraguay; tiếng Guarani: Poyvi Paraguái) có ba vạch ngang, theo thứ tự: trên cùng là đỏ, ở giữa là trắng, và dưới cùng xanh da trời. 
Cờ của Paraguay (tiếng Tây Ban Nha: bandera de Paraguay) lần đầu tiên được thông qua vào năm 1842. Thiết kế của nó, bà màu đỏ trắng-xanh, được lấy cảm hứng từ màu sắc của lá cờ Pháp, được cho là biểu hiện sự độc lập và tự do. Cờ là không bình thường bởi vì nó khác với mặt trái và mặt sau của nó: mặt tiền của lá cờ cho thấy cánh tay của quốc gia, và ngược lại cho thấy con dấu của kho bạc. Nó đã được sửa đổi vào năm 2013 để mang lại lá cờ theo thiết kế ban đầu của nó. Nó có tỷ lệ 11:20.